# Józef Kaczyński (weterynarz)
Józef Kaczyński (ur. w 1857, zm. po roku 1926) – lekarz weterynarii i bakteriolog rosyjski pochodzenia polskiego, profesor Uniwersytetu w Kownie.
Urodził się na Kowieńszczyźnie w rodzinie ziemiańskiej Adama Kaczyńskiego. Na petersburskiej Akademii Medyko-Chirurgicznej uzyskał w 1882 dyplom lekarza weterynarii. Asystował przy katedrze anatomii porównawczej u profesora E. Brandta, a po zamknięciu w 1882 Oddziału Weterynaryjnego skierowano go do pracy w guberniach petersburskiej i ołonieckiej (Petrozawodzk), gdzie w latach 1883–1884 zajmował się zwalczaniem wąglika. W 1885 na podstawie rozprawy obronionej w Warszawskim Instytucie Weterynaryjnym uzyskał tytuł magistra, a następnie podjął pracę (1886) w Obwodzie Wojska Dońskiego oraz w Charkowie. Później w Instytucie Medycyny Doświadczalnej w Sankt Petersburgu zgłębiał zagadnienia bakteriologii, a w latach 1898–1899 współpracował z prof. Nenckim w komisji badającej pomór bydła na Kaukazie.
W latach 1894–1905 powierzono mu nadzór i kierowanie służbami weterynaryjnymi guberni stawropolskiej. Tu rozwinął działalność badawczą w dziedzinie weterynarii. Zorganizował m.in. gubernianą pracownię bakteriologiczną i muzeum anatomopatologiczne. Badał tu m.in. choroby ludzi i zwierząt wywoływane przez pasożyty krwi, m.in. malarię i piroplasmozę. 
Uczestniczył w międzynarodowych kongresach weterynaryjnych (Budapeszt 1905, Haga 1909), współpracował także z weterynarią polską (ogłosił pracę Malaria bydła rogatego w lwowskim "Przeglądzie Weterynarskim" w 1901).
W 1905 w randze rzeczywistego radcy stanu powołano go na stanowisko zastępcy naczelnika służby weterynaryjnej w Sankt Petersburgu, a także członka Komitetu Weterynaryjnego w rosyjskim Ministerstwie Spraw Wewnętrznych. Odznaczono go m.in. Order św. Włodzimierza trzeciej klasy. Stanowiska te obejmował do końca Wielkiej Wojny w 1918.
Po wojnie powrócił na Litwę kowieńską i tam był profesorem w Oddziale Weterynaryjnym tamtejszego uniwersytetu.